# Hitzacker (Elbe)
Hitzacker (Elbe) (58,44 km²; 5 000 ab. circa) è una cittadina del nord della Germania, appartenente al land Bassa Sassonia e al circondario di Lüchow-Dannenberg (targa: DAN) e situata in un'area denominata Naturpark Elbufer-Drawehn (parco naturale) nella regione del Wendland.
È bagnata dai fiumi Elba e Jeetzel e dal Lago di Hitzacker (Hitzacker See).

## Geografia fisica

### Collocazione
Hitzacker si trova nella parte nord-orientale della Bassa Sassonia lungo il confine con il Land Meclemburgo-Pomerania Anteriore, ovvero lungo quello che tra il 1945 e il 1989 era il confine tra la Germania Ovest e la Repubblica Democratica Tedesca. Non lontani sono anche i confini con il Brandeburgo e la Sassonia-Anhalt.
Le località più vicine sono Dannenberg e Göhrde.

### Frazioni (Ortsteile)
- Bahrendorf
- Grabau
- Harlingen
- Hitzacker
- Kähmen
- Nienwedel
- Pussade
- Seerau
- Tießau
- Tiesmesland
- Wietzetze
- Wussegel
- Dötzingen
- Hagen
- Leitstade
- Marwedel
- Meudelfitz
- Meudelfitz
- Posade
- Sarchem
- Schmessau
- Schmardau

## Economia

### Da vedere
La parte antica, situata in un isolotto posto sulla confluenza tra l'Elba e lo Jeetzel, è caratterizzata da numerosi edifici in graticcio.
Da vedere anche un castagno vecchio di 350 anni.

## Amministrazione

### Gemellaggi
- Wisch (Paesi Bassi)